# Plesen
Plesni so vse mikroskopske vrste gliv, ki rastejo v obliki hif (v nasprotju s kroglastimi glivami, ki tvorijo kvas, in makroskopskimi glivami, ki jih poznamo kot gobe). Kolonija plesni je sestavljena iz hif, medsebojno povezanih v omrežje, ki imajo mnoga, genetsko identična jedra in jih obravnavamo kot en sam organizem - micelij. Tak micelij izloča hidrolitične encime v svojo okolico, ki razgradijo organski material v enostavne sladkorje, te pa nato plesen posrka v hife.
Takšno morfologijo imajo glive iz nesorodnih debel Zygomycota, Ascomycota in Deuteromycota, zato izraz »plesen« ni taksonomska kategorija. Plesni so pomembni kot razkrojevalci v ekosistemu, splošno pa so znane predvsem kot faktor, ki pokvari hrano. Med njimi so tudi patogeni organizmi in organizmi, uporabni v pridelavi hrane (npr. »plemenite plesni« v siru).
Plesni tekmujejo z bakterijami za vire hranil, zato mnoge vrste izločajo toksine z antibiotičnim učinkom, kar izkorišča tudi človek. Poleg antibiotikov pridobivamo industrijsko s pomočjo gliv tudi nekatere encime. 
Plesen za svojo rast potrebuje vlago in zaprt prostor. 
Po nekaterih ocenah naj bi obstajalo približno 250.000 različnih vrst plesni, okoli 100.000 jih je prepoznanih, približno 100 pa jih najdemo v našem bivalnem okolju.

### Plesen na steni
V osnovi je za pojav plesni kriva kapilarna ali kondenzacijska vlaga, ki pa imata lahko različne izvore.
1. Pri kondenzacijski vlagi se plesen razvije kot posledica trajnejše obremenitve z vlago v samem prostoru. Pri tem velja pravilo, da najprej izbruhne na najhladnejših mestih, ki so ponavadi posledica toplotnih mostov.
Na razvoj plesni tako vplivajo trije bistveni dejavniki:
1. Višina relativne vlage v prostoru.
2. Temperatura v samem prostoru.
3. Temperatura površine na kateri se pojavlja plesen.

Vsi ti trije dejavniki pogojujejo točko rosišča. Ta določa, pri kateri temperaturi in relativni vlagi, bo prihajalo do pojava kondenza na površinah. Takrat so vzpostavljeni tudi ugodni pogoji za nastanek plesni.
2. Pri kapilarni vlagi pa prihaja do vleka vlage iz zunanjosti v samo konstrukcijo. Najpogostejši vzroki so pritiski meteorne vode, zamakanja, oslabljena hidroizolacija.